# Campeonato Brasileiro de Futebol de 2012 - Série D
A Série D do Campeonato Brasileiro de Futebol de 2012 foi a quarta edição da competição de futebol profissional equivalente à quarta divisão no Brasil. Foi disputada por 40 equipes que se classificaram através dos campeonatos estaduais e outros torneios realizados por cada federação estadual.
Originalmente o campeonato teria início a 26 de maio e previsão de término a 30 de setembro, mas a três dias da estreia o Superior Tribunal de Justiça Desportiva (STJD) decidiu suspender a competição até que questões judiciais envolvendo a participação de clubes na Série C (interferindo diretamente na D) fosse resolvida. A Confederação Brasileira de Futebol (CBF) chegou a estudar o cancelamento das Séries C e D em 2012 e o adiamento da competição para 2013, mas após a retirada de ações na justica por parte de alguns clubes envolvidos, a competição foi iniciada em 23 de junho.
A edição de 2012 foi a primeira em que a CBF custeou as despesas de todos os clubes, viabilizando a participação de várias destas equipes. Na final, o Sampaio Corrêa conquistou o título após vencer o CRAC por 2–0 em São Luís, na partida de volta, após empate por 1–1 na ida em Catalão. Ambas as equipes, além de Baraúnas e Mogi Mirim garantiram o acesso à Série C de 2013.

## Critérios de classificação
As 40 vagas para a disputa da Série D em 2012 foram distribuídas da seguinte forma:
- Os quatro rebaixados da Série C de 2011;
- Os nove primeiros estados no Ranking Nacional das Federações, divulgado pela CBF, tem direito a dois representantes cada, indicados através do desempenho nos campeonatos estaduais ou outros torneios realizados por cada federação estadual;
- Os demais 18 estados terão um representante cada, indicados através do desempenho nos campeonatos estaduais ou outros torneios realizados por cada federação estadual.

Em caso de desistência, a vaga seria ocupada pelo clube de mesma federação melhor classificado, ou então, pelo clube apontado pela federação estadual. Se o estado não indicasse nenhum representante, a vaga seria repassada ao melhor estado seguinte posicionado no Ranking Nacional das Federações, que indicaria uma equipe a ocupar o mesmo grupo da equipe original. Caso a vaga ainda ficasse em aberto, seria transferida ao segundo estado seguinte e melhor colocado no ranking, sendo assim sucessivamente. O limite de usufruto de vaga repassada é de uma por federação.

## Formato de disputa
Na primeira fase os 40 clubes estão divididos em oito grupos com cinco clubes cada, agrupados regionalmente. Os dois primeiros de cada grupo classificam-se à segunda fase, onde estes 16 clubes restantes jogarão em sistema eliminatório em jogos de ida e volta – iniciando-se nas oitavas de final – onde classificam-se os clubes com melhor resultado agregado, considerando vitórias e gols marcados como visitante. Na terceira fase (quartas-de-final), os oito clubes restantes novamente jogarão em sistema eliminatório, idêntico ao da fase anterior, classificando-se os vencedores para as semifinais. Os clubes com melhor campanha jogam a segunda partida em seu estádio.
Os quatro semifinalistas adquirem o direito de disputar a Série C de 2013. Vencedores das semifinais jogam as finais em ida e volta, com o clube de melhor campanha realizando a partida decisiva em seus domínios. O melhor resultado agregado nas finais coroa o campeão da Série D de 2012.

## Participantes
| Equipe               | Cidade                   | Estado | Como se classificou                              | Estádio (mando)          | Capacidade | Part. | Títulos        |
| -------------------- | ------------------------ | ------ | ------------------------------------------------ | ------------------------ | ---------- | ----- | -------------- |
| Aparecidense[a]      | Aparecida de Goiânia     | GO     | 3º melhor classificado do Estadual 2012          | Serrinha                 | 6 400      | 0     | 0 (não possui) |
| Aracruz              | Aracruz                  | ES     | Campeão do Estadual 2012                         | Bambu                    | 2 400      | 0     | 0 (não possui) |
| Araguaína            | Araguaína                | TO     | 20° colocado da Série C de 2011                  | Mirandão                 | 10 000     | 1     | 0 (não possui) |
| Arapongas            | Arapongas                | PR     | Melhor classificado do Estadual 2012             | Estádio dos Pássaros     | 10 000     | 0     | 0 (não possui) |
| Atlético Acreano     | Rio Branco               | AC     | Melhor classificado do Estadual 2012             | Arena da Floresta        | 20 000     | 0     | 0 (não possui) |
| Baraúnas             | Mossoró                  | RN     | Melhor classificado do Estadual 2012             | Leonardo Nogueira        | 4 000      | 0     | 0 (não possui) |
| Brasil de Pelotas[b] | Pelotas                  | RS     | 18º colocado da Série C de 2011                  | Bento Freitas            | 18 000     | 0     | 0 (não possui) |
| Campinense           | Campina Grande           | PB     | 17º colocado da Série C de 2011                  | Amigão                   | 25 770     | 0     | 0 (não possui) |
| Ceilândia            | Ceilândia                | DF     | Campeão do Metropolitano 2012                    | Abadião                  | 4 000      | 1     | 0 (não possui) |
| CENE                 | Campo Grande             | MS     | Campeão do Estadual 2011                         | Douradão                 | 30 000     | 1     | 0 (não possui) |
| Cerâmica[c]          | Gravataí                 | RS     | 6º melhor classificado no Estadual 2012          | Vieirão                  | 8 000      | 1     | 0 (não possui) |
| Cianorte             | Cianorte                 | PR     | 2º melhor classificado do Estadual 2012          | Albino Turbay            | 1 716      | 1     | 0 (não possui) |
| Comercial-PI         | Campo Maior              | PI     | Campeão do Torneio Movimentação 2012             | Albertão                 | 44 200     | 1     | 0 (não possui) |
| Concórdia[d]         | Concórdia                | SC     | 5º colocado da Copa Santa Catarina de 2011       | Domingos Machado de Lima | 5 000      | 0     | 0 (não possui) |
| CRAC                 | Catalão                  | GO     | Melhor classificado do Estadual 2012             | Genervino da Fonseca     | 8 354      | 1     | 0 (não possui) |
| CSA                  | Maceió                   | AL     | Melhor classificado do Estadual 2012             | Rei Pelé                 | 18 801     | 2     | 0 (não possui) |
| Feirense             | Feira de Santana         | BA     | Melhor classificado do Estadual 2012             | Pedro Amorim             | 5 000      | 0     | 0 (não possui) |
| Friburguense         | Nova Friburgo            | RJ     | Vice-campeão da Copa Rio 2011                    | Eduardo Guinle           | 6 550      | 1     | 0 (não possui) |
| Guarani-MG           | Divinópolis              | MG     | 2º melhor classificado do Estadual 2012          | Farião                   | 4 080      | 0     | 0 (não possui) |
| Horizonte            | Horizonte                | CE     | Melhor classificado do Estadual 2012             | Domingão                 | 10 500     | 0     | 0 (não possui) |
| Itabaiana            | Itabaiana                | SE     | Campeão do Estadual 2012                         | Presidente Médici        | 11 000     | 0     | 0 (não possui) |
| Juventude            | Caxias do Sul            | RS     | Campeão da Copa FGF de 2011                      | Alfredo Jaconi           | 23 726     | 2     | 0 (não possui) |
| Marília              | Marília                  | SP     | 19º colocado da Série C de 2011                  | Bento de Abreu           | 15 010     | 0     | 0 (não possui) |
| Metropolitano        | Blumenau                 | SC     | Melhor classificado do Estadual 2012             | Bernardo Werner          | 2 300      | 3     | 0 (não possui) |
| Mirassol             | Mirassol                 | SP     | 2º melhor classificado do Estadual 2012          | Campos Maia              | 15 000     | 2     | 0 (não possui) |
| Mixto                | Cuiabá                   | MT     | Melhor classificado do Estadual 2012             | Dutrinha                 | 3 500      | 1     | 0 (não possui) |
| Mogi Mirim           | Mogi Mirim               | SP     | Melhor classificado do Estadual 2012             | Romildão                 | 19 900     | 0     | 0 (não possui) |
| Nacional-MG          | Nova Serrana             | MG     | Melhor classificado do Estadual 2012             | Arena do Calçado         | 10 000     | 0     | 0 (não possui) |
| Náutico-RR           | Caracaraí                | RR     | Campeão do Torneio Seletivo 2012                 | Ribeirão                 | 3 000      | 0     | 0 (não possui) |
| Penarol              | Itacoatiara              | AM     | Campeão do Estadual 2011                         | Floro de Mendonça        | 2 710      | 2     | 0 (não possui) |
| Petrolina            | Petrolina                | PE     | Melhor classificado do Estadual 2012             | Coelhão                  | 5 000      | 0     | 0 (não possui) |
| Remo[e]              | Belém                    | PA     | Vice-campeão do Estadual 2012                    | Baenão                   | 12 000     | 1     | 0 (não possui) |
| Sampaio Corrêa       | São Luís                 | MA     | Campeão do Estadual 2011                         | Nhozinho Santos          | 12 891     | 2     | 0 (não possui) |
| Santos-AP[f]         | Macapá                   | AP     | Campeão do 1° turno do Estadual 2011             | Glicério Marques         | 5 630      | 0     | 0 (não possui) |
| Sobradinho[g]        | Sobradinho               | DF     | 3º melhor classificado do Metropolitano 2012     | Augustinho Lima          | 15 000     | 0     | 0 (não possui) |
| Sousa                | Sousa                    | PB     | Melhor classificado do Estadual 2012             | Marizão                  | 5 400      | 0     | 0 (não possui) |
| Vilhena              | Vilhena                  | RO     | Melhor classificado do 1ª turno do Estadual 2012 | Portal da Amazônia       | 5 000      | 0     | 0 (não possui) |
| Vitória da Conquista | Vitória da Conquista     | BA     | Campeão da Copa Estado da Bahia de 2011          | Lomanto Júnior           | 12 500     | 2     | 0 (não possui) |
| Volta Redonda[h]     | Volta Redonda            | RJ     | 2º melhor classificado do Estadual 2012          | Raulino de Oliveira      | 20 255     | 1     | 0 (não possui) |
| Ypiranga-PE          | Santa Cruz do Capibaribe | PE     | 2º melhor classificado do Estadual 2012          | Limeirão                 | 5 000      | 1     | 0 (não possui) |

- a. ^  O CRAC, melhor classificado, desistiu da vaga, mas voltou atrás e confirmou sua participação. Com a desistência do Itumbiara, segundo melhor classificado, a vaga foi repassada à Aparecidense.[10][11]
- b. ^  Após decisão judicial, em 18 de maio a CBF confirmou a inclusão do Brasil de Pelotas na Série C, na vaga pertencente ao Santo André. Após reunião entre representantes da entidade, da Federação Gaúcha e do clube, ficou definido que o time de Pelotas disputaria a Série D. A liminar que colocaria o clube na terceira divisão foi cassada pelo STJD.[12][13]
- c. ^  Veranópolis, Novo Hamburgo, São José-RS, Pelotas e Lajeadense desistiram de disputar a Série D. O Cerâmica, 10º colocado no Estadual, ficou com a vaga.[14]
- d. ^  O Brusque, campeão da Copa Santa Catarina de 2011, desistiu e a vaga foi repassada ao Marcílio Dias, segundo colocado. Com o adiamento da competição, o Marcílio Dias também desistiu por problemas financeiros e a vaga foi repassada ao Concórdia.[15][16]
- e. ^  O Cametá, campeão do Estadual 2012, desistiu de disputar o campeonato e a vaga foi repassada ao Remo.[17]
- f. ^  O Trem, campeão do Estadual 2011, deveria disputar a Série D, mas a vaga foi repassada ao vice-campeão Santos em circunstâncias pouco esclarecidas.[18]
- g. ^  O Gurupi desistiu de participar do campeonato devido ao imbróglio que impediu o seu início e à demora em sua resolução. Nenhuma outra equipe de Tocantins se interessou pela vaga, assim como nenhuma equipe de Goiás, estado melhor posicionado no Ranking Nacional das Federações. O Luziânia, vice-campeão do Metropolitano, recusou o convite sendo este oferecido ao Sobradinho, ambos do Distrito Federal, segunda federação melhor posicionada no RNF.[19]
- h. ^  O Resende desistiu de disputar o campeonato por falta de patrocinador e a vaga foi repassada ao Volta Redonda.[20][21]

## Primeira fase

### Grupo A1
| Pos | Equipes          | Pts | J | V | E | D | GP | GC | SG  |
| --- | ---------------- | --- | - | - | - | - | -- | -- | --- |
| 1   | Remo             | 16  | 8 | 5 | 1 | 2 | 20 | 16 | +4  |
| 2   | Vilhena          | 15  | 8 | 5 | 0 | 3 | 17 | 10 | +7  |
| 3   | Atlético Acreano | 13  | 8 | 4 | 1 | 3 | 19 | 15 | +4  |
| 4   | Penarol          | 9   | 8 | 3 | 0 | 5 | 16 | 16 | 0   |
| 5   | Náutico-RR       | 6   | 8 | 2 | 0 | 6 | 9  | 24 | –15 |

|                  | AAC | NFC | PEN | REM | VLN |
| ---------------- | --- | --- | --- | --- | --- |
| Atlético Acreano | —   | 4–0 | 3–2 | 2–3 | 0–2 |
| Náutico-RR       | 1–5 | —   | 3–1 | 1–2 | 3–1 |
| Penarol          | 1–3 | 4–0 | —   | 4–1 | 1–0 |
| Remo             | 2–2 | 4–0 | 4–2 | —   | 2–1 |
| Vilhena          | 4–0 | 3–1 | 2–1 | 4–2 | —   |

|  |                                           |
|  | Zona de classificação para a próxima fase |

### Grupo A2
| Pos | Equipes         | Pts | J | V | E | D | GP | GC | SG  |
| --- | --------------- | --- | - | - | - | - | -- | -- | --- |
| 1   | Sampaio Corrêa  | 24  | 8 | 8 | 0 | 0 | 25 | 2  | +23 |
| 2   | Mixto           | 12  | 8 | 3 | 3 | 2 | 13 | 9  | +4  |
| 3   | Comercial-PI[i] | 5   | 8 | 2 | 2 | 4 | 6  | 13 | –7  |
| 4   | Santos-AP[ii]   | 4   | 8 | 1 | 4 | 3 | 9  | 16 | –7  |
| 5   | Araguaína       | 3   | 8 | 0 | 3 | 5 | 4  | 17 | –13 |

|                | ARA | COM | MIX | SAM | SAP |
| -------------- | --- | --- | --- | --- | --- |
| Araguaína      | —   | 0–2 | 1–2 | 0–4 | 0–0 |
| Comercial-PI   | 1–1 | —   | 0–2 | 0–1 | 3–1 |
| Mixto          | 1–1 | 4–0 | —   | 1–3 | 1–1 |
| Sampaio Corrêa | 3–0 | 4–0 | 1–0 | —   | 6–0 |
| Santos-AP      | 4–1 | 0–0 | 2–2 | 1–3 | —   |

|  |                                           |
|  | Zona de classificação para a próxima fase |

### Grupo A3
| Pos | Equipes     | Pts | J | V | E | D | GP | GC | SG  |
| --- | ----------- | --- | - | - | - | - | -- | -- | --- |
| 1   | Baraúnas    | 15  | 8 | 4 | 3 | 1 | 12 | 7  | +5  |
| 2   | Campinense  | 14  | 8 | 4 | 2 | 2 | 11 | 8  | +3  |
| 3   | Horizonte   | 13  | 8 | 3 | 4 | 1 | 9  | 5  | +4  |
| 4   | Ypiranga-PE | 8   | 8 | 2 | 2 | 4 | 13 | 15 | –2  |
| 5   | Petrolina   | 3   | 8 | 0 | 3 | 5 | 9  | 19 | –10 |

|             | BRN | CMP | HOR | PET | YPE |
| ----------- | --- | --- | --- | --- | --- |
| Baraúnas    | —   | 2–1 | 0–0 | 1–1 | 3–1 |
| Campinense  | 2–1 | —   | 1–0 | 2–1 | 1–1 |
| Horizonte   | 0–0 | 0–0 | —   | 2–0 | 2–1 |
| Petrolina   | 1–3 | 1–3 | 2–2 | —   | 3–3 |
| Ypiranga-PE | 1–2 | 2–1 | 1–3 | 3–0 | —   |

|  |                                           |
|  | Zona de classificação para a próxima fase |

### Grupo A4
| Pos | Equipes              | Pts | J | V | E | D | GP | GC | SG  |
| --- | -------------------- | --- | - | - | - | - | -- | -- | --- |
| 1   | CSA                  | 20  | 8 | 6 | 2 | 0 | 15 | 3  | +12 |
| 2   | Sousa                | 13  | 8 | 3 | 4 | 1 | 7  | 5  | +2  |
| 3   | Feirense             | 11  | 8 | 3 | 2 | 3 | 9  | 12 | –3  |
| 4   | Itabaiana            | 6   | 8 | 1 | 3 | 4 | 5  | 10 | –5  |
| 5   | Vitória da Conquista | 4   | 8 | 1 | 1 | 6 | 7  | 13 | –6  |

|                      | CSA | FEI | ITA | SOU | VCO |
| -------------------- | --- | --- | --- | --- | --- |
| CSA                  | —   | 5–0 | 1–0 | 2–1 | 3–1 |
| Feirense             | 1–3 | —   | 2–0 | 1–1 | 1–0 |
| Itabaiana            | 0–0 | 2–1 | —   | 0–0 | 2–2 |
| Sousa                | 0–0 | 0–0 | 2–1 | —   | 2–1 |
| Vitória da Conquista | 0–1 | 1–3 | 2–0 | 0–1 | —   |

|  |                                           |
|  | Zona de classificação para a próxima fase |

### Grupo A5
| Pos | Equipes      | Pts | J | V | E | D | GP | GC | SG |
| --- | ------------ | --- | - | - | - | - | -- | -- | -- |
| 1   | CRAC         | 15  | 8 | 4 | 3 | 1 | 15 | 9  | +6 |
| 2   | Ceilândia    | 14  | 8 | 4 | 2 | 2 | 14 | 14 | 0  |
| 3   | CENE         | 13  | 8 | 4 | 1 | 3 | 17 | 11 | +6 |
| 4   | Aparecidense | 10  | 8 | 3 | 1 | 4 | 11 | 15 | –4 |
| 5   | Sobradinho   | 3   | 8 | 0 | 3 | 5 | 8  | 16 | –8 |

|              | APA | CEI | CENE | CRAC | SOB |
| ------------ | --- | --- | ---- | ---- | --- |
| Aparecidense | —   | 1–0 | 0–0  | 1–2  | 1–0 |
| Ceilândia    | 2–4 | —   | 3–2  | 1–0  | 1–1 |
| CENE         | 4–1 | 3–1 | —    | 1–1  | 2–0 |
| CRAC         | 3–0 | 2–2 | 4–2  | —    | 3–2 |
| Sobradinho   | 3–3 | 2–3 | 0–3  | 0–0  | —   |

|  |                                           |
|  | Zona de classificação para a próxima fase |

### Grupo A6
| Pos | Equipes       | Pts | J | V | E | D | GP | GC | SG |
| --- | ------------- | --- | - | - | - | - | -- | -- | -- |
| 1   | Friburguense  | 16  | 8 | 4 | 4 | 0 | 13 | 4  | +9 |
| 2   | Nacional-MG   | 13  | 8 | 3 | 4 | 1 | 7  | 5  | +2 |
| 3   | Aracruz       | 9   | 8 | 2 | 3 | 3 | 5  | 7  | –2 |
| 4   | Volta Redonda | 8   | 8 | 2 | 2 | 4 | 5  | 6  | –1 |
| 5   | Guarani-MG    | 6   | 8 | 1 | 3 | 4 | 3  | 11 | –8 |

|               | ACZ | FRI | GDI | NEC | VRE |
| ------------- | --- | --- | --- | --- | --- |
| Aracruz       | —   | 1–1 | 0–2 | 1–0 | 1–0 |
| Friburguense  | 2–1 | —   | 6–0 | 1–1 | 1–0 |
| Guarani-MG    | 1–1 | 0–1 | —   | 0–1 | 0–2 |
| Nacional-MG   | 0–0 | 1–1 | 0–0 | —   | 3–2 |
| Volta Redonda | 1–0 | 0–0 | 0–0 | 0–1 | —   |

|  |                                           |
|  | Zona de classificação para a próxima fase |

### Grupo A7
| Pos | Equipes    | Pts | J | V | E | D | GP | GC | SG  |
| --- | ---------- | --- | - | - | - | - | -- | -- | --- |
| 1   | Cianorte   | 18  | 8 | 5 | 3 | 0 | 14 | 4  | +10 |
| 2   | Mogi Mirim | 13  | 8 | 3 | 4 | 1 | 10 | 7  | +3  |
| 3   | Cerâmica   | 11  | 8 | 3 | 2 | 3 | 10 | 7  | +3  |
| 4   | Marília    | 7   | 8 | 1 | 4 | 3 | 7  | 15 | –8  |
| 5   | Concórdia  | 4   | 8 | 1 | 1 | 6 | 7  | 15 | –8  |

|            | CAC | CIA | CCD | MRL | MOG |
| ---------- | --- | --- | --- | --- | --- |
| Cerâmica   | —   | 1–2 | 3–1 | 2–0 | 0–0 |
| Cianorte   | 2–1 | —   | 2–1 | 6–0 | 0–0 |
| Concórdia  | 0–2 | 0–1 | —   | 2–2 | 2–1 |
| Marília    | 0–0 | 1–1 | 1–0 | —   | 2–3 |
| Mogi Mirim | 2–1 | 0–0 | 3–1 | 1–1 | —   |

|  |                                           |
|  | Zona de classificação para a próxima fase |

### Grupo A8
| Pos | Equipes           | Pts | J | V | E | D | GP | GC | SG |
| --- | ----------------- | --- | - | - | - | - | -- | -- | -- |
| 1   | Metropolitano     | 14  | 8 | 4 | 2 | 2 | 8  | 7  | +1 |
| 2   | Juventude         | 12  | 8 | 3 | 3 | 2 | 7  | 4  | +3 |
| 3   | Arapongas         | 10  | 8 | 2 | 4 | 2 | 6  | 6  | 0  |
| 4   | Brasil de Pelotas | 9   | 8 | 2 | 3 | 3 | 6  | 7  | –1 |
| 5   | Mirassol          | 7   | 8 | 1 | 4 | 3 | 8  | 11 | –3 |

|                   | APG | BPE | JUV | MET | MIR |
| ----------------- | --- | --- | --- | --- | --- |
| Arapongas         | —   | 0–0 | 2–0 | 2–0 | 0–0 |
| Brasil de Pelotas | 0–0 | —   | 0–1 | 2–0 | 2–1 |
| Juventude         | 0–0 | 1–0 | —   | 0–0 | 4–0 |
| Metropolitano     | 2–1 | 2–0 | 2–1 | —   | 2–1 |
| Mirassol          | 4–1 | 2–2 | 0–0 | 0–0 | —   |

|  |                                           |
|  | Zona de classificação para a próxima fase |

## Fase final
Em itálico, os times que possuem o mando de campo no primeiro jogo do confronto e em negrito os times classificados.
|  | Oitavas de final   | Oitavas de final    | Oitavas de final   | Oitavas de final   |       |                  | Quartas de final    | Quartas de final    | Quartas de final    | Quartas de final    |  |          | Semifinais                     | Semifinais                     | Semifinais                     | Semifinais                     |      |   | Final              | Final              | Final              | Final              |
|  | 1 a 12 de setembro | 1 a 12 de setembro  | 1 a 12 de setembro | 1 a 12 de setembro |       |                  | 15 a 23 de setembro | 15 a 23 de setembro | 15 a 23 de setembro | 15 a 23 de setembro |  |          | 30 de setembro a 10 de outubro | 30 de setembro a 10 de outubro | 30 de setembro a 10 de outubro | 30 de setembro a 10 de outubro |      |   | 14 e 21 de outubro | 14 e 21 de outubro | 14 e 21 de outubro | 14 e 21 de outubro |
|  |                    |                     |                    |                    |       |                  |                     |                     |                     |                     |  |          |                                |                                |                                |                                |      |   |                    |                    |                    |                    |
|  | Nacional-MG        | 2                   | 0                  | 2                  |       |                  |                     |                     |                     |                     |  |          |                                |                                |                                |                                |      |   |                    |                    |                    |                    |
|  | CRAC (gf)          | 1                   | 1                  | 2                  |       |                  |                     |                     |                     |                     |  |          |                                |                                |                                |                                |      |   |                    |                    |                    |                    |
|  | CRAC (gf)          | 1                   | 1                  | 2                  |       | CRAC (gf)        | 2                   | 1                   | 3                   |                     |  |          |                                |                                |                                |                                |      |   |                    |                    |                    |                    |
|  |                    |                     |                    |                    |       | CRAC (gf)        | 2                   | 1                   | 3                   |                     |  |          |                                |                                |                                |                                |      |   |                    |                    |                    |                    |
|  |                    | Friburguense        | 0                  | 3                  | 3     |                  |                     |                     |                     |                     |  |          |                                |                                |                                |                                |      |   |                    |                    |                    |                    |
|  | Ceilândia          | Friburguense        | 0                  | 3                  | 3     | 0                | 1                   | 1                   |                     |                     |  |          |                                |                                |                                |                                |      |   |                    |                    |                    |                    |
|  | Ceilândia          |                     |                    |                    |       | 0                | 1                   | 1                   |                     |                     |  |          |                                |                                |                                |                                |      |   |                    |                    |                    |                    |
|  | Friburguense       | 0                   | 2                  | 2                  |       |                  |                     |                     |                     |                     |  |          |                                |                                |                                |                                |      |   |                    |                    |                    |                    |
|  | Friburguense       | 0                   | 2                  | 2                  |       |                  |                     |                     |                     |                     |  | CRAC     | 1                              | 2                              | 3                              |                                |      |   |                    |                    |                    |                    |
|  |                    |                     |                    |                    |       |                  |                     |                     |                     |                     |  | CRAC     | 1                              | 2                              | 3                              |                                |      |   |                    |                    |                    |                    |
|  |                    | Mogi Mirim          | 1                  | 0                  | 1     |                  |                     |                     |                     |                     |  |          |                                |                                |                                |                                |      |   |                    |                    |                    |                    |
|  | Mogi Mirim (gf)    | Mogi Mirim          | 1                  | 0                  | 1     | 0                | 2                   | 2                   |                     |                     |  |          |                                |                                |                                |                                |      |   |                    |                    |                    |                    |
|  | Mogi Mirim (gf)    |                     |                    |                    |       | 0                | 2                   | 2                   |                     |                     |  |          |                                |                                |                                |                                |      |   |                    |                    |                    |                    |
|  | Metropolitano      | 1                   | 1                  | 2                  |       |                  |                     |                     |                     |                     |  |          |                                |                                |                                |                                |      |   |                    |                    |                    |                    |
|  | Metropolitano      | 1                   | 1                  | 2                  |       | Mogi Mirim (pen) | 1                   | 2                   | 3 (4)               |                     |  |          |                                |                                |                                |                                |      |   |                    |                    |                    |                    |
|  |                    |                     |                    |                    |       | Mogi Mirim (pen) | 1                   | 2                   | 3 (4)               |                     |  |          |                                |                                |                                |                                |      |   |                    |                    |                    |                    |
|  |                    | Cianorte            | 2                  | 1                  | 3 (2) |                  |                     |                     |                     |                     |  |          |                                |                                |                                |                                |      |   |                    |                    |                    |                    |
|  | Juventude          | Cianorte            | 2                  | 1                  | 3 (2) | 3                | 0                   | 3                   |                     |                     |  |          |                                |                                |                                |                                |      |   |                    |                    |                    |                    |
|  | Juventude          |                     |                    |                    |       | 3                | 0                   | 3                   |                     |                     |  |          |                                |                                |                                |                                |      |   |                    |                    |                    |                    |
|  | Cianorte           | 1                   | 3                  | 4                  |       |                  |                     |                     |                     |                     |  |          |                                |                                |                                |                                |      |   |                    |                    |                    |                    |
|  | Cianorte           | 1                   | 3                  | 4                  |       |                  |                     |                     |                     |                     |  |          |                                |                                |                                |                                | CRAC | 1 | 0                  | 1                  |                    |                    |
|  |                    |                     |                    |                    |       |                  |                     |                     |                     |                     |  |          |                                |                                |                                |                                |      | 1 | 0                  | 1                  |                    |                    |
|  |                    | Sampaio Corrêa      | 1                  | 2                  | 3     |                  |                     |                     |                     |                     |  |          |                                |                                |                                |                                |      |   |                    |                    |                    |                    |
|  | Campinense         | Sampaio Corrêa      | 1                  | 2                  | 3     | 2                | 0                   | 2                   |                     |                     |  |          |                                |                                |                                |                                |      |   |                    |                    |                    |                    |
|  | Campinense         |                     |                    |                    |       | 2                | 0                   | 2                   |                     |                     |  |          |                                |                                |                                |                                |      |   |                    |                    |                    |                    |
|  | CSA                | 1                   | 0                  | 1                  |       |                  |                     |                     |                     |                     |  |          |                                |                                |                                |                                |      |   |                    |                    |                    |                    |
|  | CSA                | 1                   | 0                  | 1                  |       | Campinense       | 1                   | 0                   | 1                   |                     |  |          |                                |                                |                                |                                |      |   |                    |                    |                    |                    |
|  |                    |                     |                    |                    |       | Campinense       | 1                   | 0                   | 1                   |                     |  |          |                                |                                |                                |                                |      |   |                    |                    |                    |                    |
|  |                    | Baraúnas            | 1                  | 2                  | 3     |                  |                     |                     |                     |                     |  |          |                                |                                |                                |                                |      |   |                    |                    |                    |                    |
|  | Sousa              | Baraúnas            | 1                  | 2                  | 3     | 0                | 0                   | 0                   |                     |                     |  |          |                                |                                |                                |                                |      |   |                    |                    |                    |                    |
|  | Sousa              |                     |                    |                    |       | 0                | 0                   | 0                   |                     |                     |  |          |                                |                                |                                |                                |      |   |                    |                    |                    |                    |
|  | Baraúnas           | 1                   | 2                  | 3                  |       |                  |                     |                     |                     |                     |  |          |                                |                                |                                |                                |      |   |                    |                    |                    |                    |
|  | Baraúnas           | 1                   | 2                  | 3                  |       |                  |                     |                     |                     |                     |  | Baraúnas | 1                              | 0                              | 1                              |                                |      |   |                    |                    |                    |                    |
|  |                    |                     |                    |                    |       |                  |                     |                     |                     |                     |  | Baraúnas | 1                              | 0                              | 1                              |                                |      |   |                    |                    |                    |                    |
|  |                    | Sampaio Corrêa      | 1                  | 1                  | 2     |                  |                     |                     |                     |                     |  |          |                                |                                |                                |                                |      |   |                    |                    |                    |                    |
|  | Mixto              | Sampaio Corrêa      | 1                  | 1                  | 2     | 2                | 1                   | 3                   |                     |                     |  |          |                                |                                |                                |                                |      |   |                    |                    |                    |                    |
|  | Mixto              |                     |                    |                    |       | 2                | 1                   | 3                   |                     |                     |  |          |                                |                                |                                |                                |      |   |                    |                    |                    |                    |
|  | Remo               | 0                   | 2                  | 2                  |       |                  |                     |                     |                     |                     |  |          |                                |                                |                                |                                |      |   |                    |                    |                    |                    |
|  | Remo               | 0                   | 2                  | 2                  |       | Mixto            | 1                   | 0                   | 1                   |                     |  |          |                                |                                |                                |                                |      |   |                    |                    |                    |                    |
|  |                    |                     |                    |                    |       | Mixto            | 1                   | 0                   | 1                   |                     |  |          |                                |                                |                                |                                |      |   |                    |                    |                    |                    |
|  |                    | Sampaio Corrêa (gf) | 1                  | 0                  | 1     |                  |                     |                     |                     |                     |  |          |                                |                                |                                |                                |      |   |                    |                    |                    |                    |
|  | Vilhena            | Sampaio Corrêa (gf) | 1                  | 0                  | 1     | 2                | 1                   | 3                   |                     |                     |  |          |                                |                                |                                |                                |      |   |                    |                    |                    |                    |
|  | Vilhena            |                     |                    |                    |       | 2                | 1                   | 3                   |                     |                     |  |          |                                |                                |                                |                                |      |   |                    |                    |                    |                    |
|  | Sampaio Corrêa     | 2                   | 4                  | 6                  |       |                  |                     |                     |                     |                     |  |          |                                |                                |                                |                                |      |   |                    |                    |                    |                    |

| Aumento | Equipes promovidas à Série C de 2013 |

## Premiação
| Campeonato Brasileiro de 2012 Série D            |
| Maranhão                                         |
| ------------------------------------------------ |
| Sampaio Corrêa Futebol Clube Campeão (1º título) |

## Artilharia
| Gols | Jogador        | Time             |
| ---- | -------------- | ---------------- |
| 13   | Nino Guerreiro | CRAC             |
| 9    | Ronaldo        | CSA              |
| 8    | Gessé          | Atlético Acreano |
| 8    | Nonato         | Mixto            |
| 8    | Ratinho        | Remo             |
| 7    | Cleiton        | Sampaio Corrêa   |

## Maiores públicos
Esses são os dez maiores públicos do Campeonato:
| Nº | Público[i] | Mandante       | Placar | Visitante        | Estádio    | Data           | Rodada    |
| -- | ---------- | -------------- | ------ | ---------------- | ---------- | -------------- | --------- |
| 1  | 40 000     | Sampaio Corrêa | 4–1    | Vilhena          | Castelão   | 12 de setembro | Oitavas   |
| 2  | 35 137     | Sampaio Corrêa | 2–0    | CRAC             | Castelão   | 21 de outubro  | Final     |
| 3  | 30 710     | Sampaio Corrêa | 0–0    | Mixto            | Castelão   | 23 de setembro | Quartas   |
| 4  | 30 085     | Sampaio Corrêa | 1–0    | Baraúnas         | Castelão   | 10 de outubro  | Semifinal |
| 5  | 23 273     | Remo           | 2–1    | Mixto            | Mangueirão | 9 de setembro  | Oitavas   |
| 6  | 17 792     | Remo           | 2–1    | Vilhena          | Mangueirão | 29 de agosto   | 10ª       |
| 7  | 12 090     | CSA            | 0–0    | Campinense       | Rei Pelé   | 9 de setembro  | Oitavas   |
| 8  | 8 737      | Remo           | 2–2    | Atlético Acreano | Baenão     | 25 de julho    | 5ª        |
| 9  | 7 762      | Campinense     | 1–1    | Baraúnas         | Amigão     | 15 de setembro | Quartas   |
| 10 | 7 065      | CSA            | 1–0    | Itabaiana        | Rei Pelé   | 22 de julho    | 5ª        |

- i. ^ Considera-se apenas o público pagante

## Médias de público
Essas são as médias de público dos clubes no Campeonato. Considera-se apenas os jogos da equipe como mandante e o público pagante:
| 1. Sampaio Corrêa – 19 247 2. Remo – 12 276 3. CSA – 6 941 4. Petrolina - 4 058 5. Campinense – 3 695 6. Ypiranga-PE – 3 485 7. Mirassol – 3 464 8. Juventude – 2 861 9. Marília – 1 847 10. CRAC – 1 800 | 1. Arapongas – 1 728 2. Metropolitano – 1 510 3. Baraúnas – 1 374 4. Mixto – 1 220 5. Itabaiana – 883 6. Aracruz – 857 7. Sobradinho – 841 8. Cianorte – 757 9. Mogi Mirim – 747 10. Nacional-MG – 720 | 1. Brasil de Pelotas – 709 2. Araguaína – 695 3. Atlético Acreano – 670 4. Concórdia – 666 5. Horizonte – 605 6. Guarani-MG – 503 7. Sousa – 466 8. Friburguense – 454 9. Penarol – 321 10. Vilhena – 305 | 1. Volta Redonda – 298 2. CENE – 268 3. Comercial-PI – 192 4. Feirense – 171 5. Santos-AP – 159 6. Náutico-RR – 149 7. Vitória da Conquista – 145 8. Aparecidense – 105 9. Ceilândia – 100 10. Cerâmica – 39 |

## Classificação geral
A classificação geral leva em conta a colocação dos clubes em cada uma das fases, a partir da fase final, e não a pontuação total.
| Pos | Equipes              | Pts | J  | V  | E | D | GP | GC | SG  | Classificação                                            |
| --- | -------------------- | --- | -- | -- | - | - | -- | -- | --- | -------------------------------------------------------- |
| 1   | Sampaio Corrêa       | 38  | 16 | 11 | 5 | 0 | 37 | 8  | +29 | Promovidos à Série C em 2013 e finalistas                |
| 2   | CRAC                 | 26  | 16 | 7  | 5 | 4 | 24 | 18 | +6  | Promovidos à Série C em 2013 e finalistas                |
| 3   | Baraúnas             | 26  | 14 | 7  | 5 | 2 | 19 | 10 | +9  | Promovidos à Série C em 2013 e eliminados nas semifinais |
| 4   | Mogi Mirim           | 20  | 14 | 5  | 5 | 4 | 16 | 15 | +1  | Promovidos à Série C em 2013 e eliminados nas semifinais |
| 5   | Cianorte             | 24  | 12 | 7  | 3 | 2 | 21 | 10 | +11 | Eliminados nas quartas de final                          |
| 6   | Friburguense         | 23  | 12 | 6  | 5 | 1 | 18 | 8  | +10 | Eliminados nas quartas de final                          |
| 7   | Campinense           | 19  | 12 | 5  | 4 | 3 | 14 | 12 | +2  | Eliminados nas quartas de final                          |
| 8   | Mixto                | 17  | 12 | 4  | 5 | 3 | 17 | 12 | +5  | Eliminados nas quartas de final                          |
| 9   | CSA                  | 21  | 10 | 6  | 3 | 1 | 16 | 5  | +11 | Eliminados nas oitavas de final                          |
| 10  | Remo                 | 19  | 10 | 6  | 1 | 3 | 22 | 19 | +3  | Eliminados nas oitavas de final                          |
| 11  | Metropolitano        | 17  | 10 | 5  | 2 | 3 | 10 | 9  | +1  | Eliminados nas oitavas de final                          |
| 12  | Vilhena              | 16  | 10 | 5  | 1 | 4 | 20 | 16 | +4  | Eliminados nas oitavas de final                          |
| 13  | Nacional-MG          | 16  | 10 | 4  | 4 | 2 | 9  | 7  | +2  | Eliminados nas oitavas de final                          |
| 14  | Juventude            | 15  | 10 | 4  | 3 | 3 | 10 | 8  | +2  | Eliminados nas oitavas de final                          |
| 15  | Ceilândia            | 15  | 10 | 4  | 3 | 3 | 15 | 16 | –1  | Eliminados nas oitavas de final                          |
| 16  | Sousa                | 13  | 10 | 3  | 4 | 3 | 7  | 8  | –1  | Eliminados nas oitavas de final                          |
| 17  | CENE                 | 13  | 8  | 4  | 1 | 3 | 17 | 11 | +6  | Eliminados na primeira fase                              |
| 18  | Atlético Acreano     | 13  | 8  | 4  | 1 | 3 | 19 | 15 | +4  | Eliminados na primeira fase                              |
| 19  | Horizonte            | 13  | 8  | 3  | 4 | 1 | 9  | 5  | +4  | Eliminados na primeira fase                              |
| 20  | Cerâmica             | 11  | 8  | 3  | 2 | 3 | 10 | 7  | +3  | Eliminados na primeira fase                              |
| 21  | Feirense             | 11  | 8  | 3  | 2 | 3 | 9  | 12 | –3  | Eliminados na primeira fase                              |
| 22  | Aparecidense         | 10  | 8  | 3  | 1 | 4 | 11 | 15 | –4  | Eliminados na primeira fase                              |
| 23  | Arapongas            | 10  | 8  | 2  | 4 | 2 | 6  | 6  | 0   | Eliminados na primeira fase                              |
| 24  | Penarol              | 9   | 8  | 3  | 0 | 5 | 16 | 16 | 0   | Eliminados na primeira fase                              |
| 25  | Brasil de Pelotas    | 9   | 8  | 2  | 3 | 3 | 6  | 7  | –1  | Eliminados na primeira fase                              |
| 26  | Aracruz              | 9   | 8  | 2  | 3 | 3 | 5  | 7  | –2  | Eliminados na primeira fase                              |
| 27  | Volta Redonda        | 8   | 8  | 2  | 2 | 4 | 5  | 6  | –1  | Eliminados na primeira fase                              |
| 28  | Ypiranga-PE          | 8   | 8  | 2  | 2 | 4 | 13 | 15 | –2  | Eliminados na primeira fase                              |
| 29  | Mirassol             | 7   | 8  | 1  | 4 | 2 | 8  | 11 | –3  | Eliminados na primeira fase                              |
| 30  | Marília              | 7   | 8  | 1  | 4 | 3 | 7  | 15 | –8  | Eliminados na primeira fase                              |
| 31  | Náutico-RR           | 6   | 8  | 2  | 0 | 6 | 9  | 24 | –15 | Eliminados na primeira fase                              |
| 32  | Itabaiana            | 6   | 8  | 1  | 3 | 4 | 5  | 10 | –5  | Eliminados na primeira fase                              |
| 33  | Guarani-MG           | 6   | 8  | 1  | 3 | 4 | 3  | 11 | –8  | Eliminados na primeira fase                              |
| 34  | Comercial-PI[i]      | 5   | 8  | 2  | 2 | 4 | 6  | 13 | –7  | Eliminados na primeira fase                              |
| 35  | Vitória da Conquista | 4   | 8  | 1  | 1 | 6 | 7  | 13 | –6  | Eliminados na primeira fase                              |
| 36  | Santos-AP[ii]        | 4   | 8  | 1  | 4 | 3 | 9  | 16 | –7  | Eliminados na primeira fase                              |
| 37  | Concórdia            | 4   | 8  | 1  | 1 | 6 | 7  | 15 | –8  | Eliminados na primeira fase                              |
| 38  | Sobradinho           | 3   | 8  | 0  | 3 | 5 | 8  | 16 | –8  | Eliminados na primeira fase                              |
| 39  | Petrolina            | 3   | 8  | 0  | 3 | 5 | 9  | 19 | –10 | Eliminados na primeira fase                              |
| 40  | Araguaína            | 3   | 8  | 0  | 3 | 5 | 4  | 17 | –13 | Eliminados na primeira fase                              |

- i. ^  O Comercial-PI foi punido com a perda de três pontos pelo STJD por escalação irregular de jogador.[22]
- ii. ^  O Santos-AP foi punido com a perda de três pontos pelo STJD por escalação irregular de jogador.[23]